# Zdzisław Jaskuła
Zdzisław Grzegorz Jaskuła (ur. 27 grudnia 1951 w Łasku, zm. 24 października 2015 w Łodzi) – polski poeta, pisarz, autor adaptacji i piosenek teatralnych, reżyser, krytyk literacki, pedagog i społecznik. W latach 1997–1999 i 2010–2015 dyrektor Teatru Nowego w Łodzi.

## Życiorys

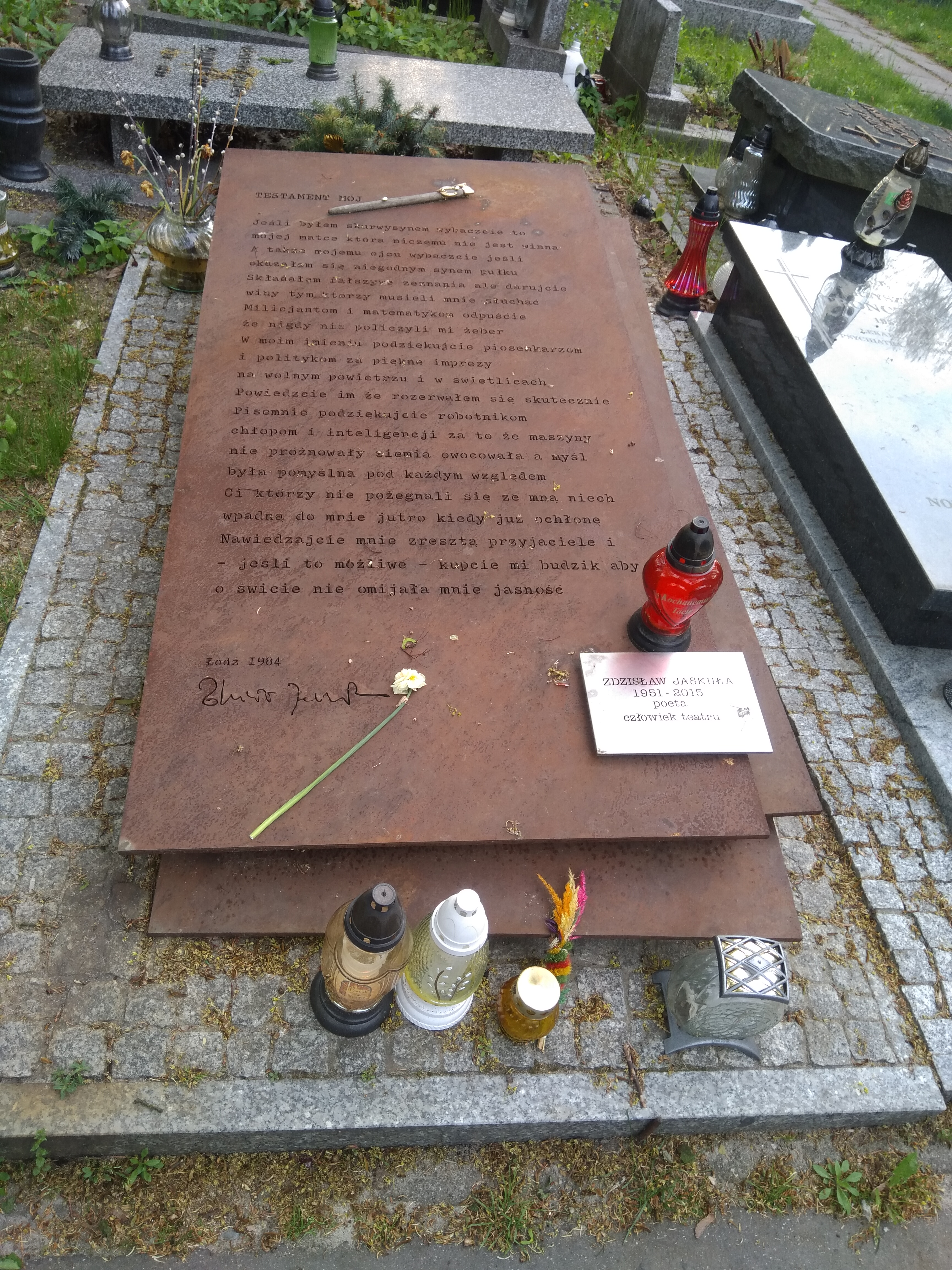
Grób Zdzisława Jaskuły na cmentarzu komunalnym Doły w Łodzi

Absolwent Katolickiego Uniwersytetu Lubelskiego. Od 1976 związany ze środowiskiem Komitetu Obrony Robotników. Pośredniczył w pomocy udzielanej robotnikom i ich rodzinom przez łódzkiego członka KOR Józefa Śreniowskiego nosząc im pieniądze, ulotki, kierując ich na porady prawne (miewał pod opieką dwie-trzy osoby jednocześnie).
Z powodu wilczego biletu nieprzyjęty na Uniwersytet Warszawski i Uniwersytet Mikołaja Kopernika w Toruniu. W mieszkaniu jego i żony Sławy Lisieckiej odbywały się stałe spotkania (salon Jaskułów czynny bez przerwy od połowy lat 70. do 1989) z niezależnymi artystami, pisarzami, aktorami oraz dyskusje, wykłady (także Towarzystwa Kursów Naukowych) i inne wydarzenia kulturalne. Współpracował z „Pulsem”, gdzie prowadził własny dział poezji i własny felieton. Redaktor antologii Siekiera, motyka, smok wawelski. W stanie wojennym pisał, redagował i zajmował się korektą tekstów niezależnych.
W 1970 przesłuchiwany po raz pierwszy w sprawie „Ruchu” pod pretekstem kradzieży maszyny do pisania. Od 1974 przesłuchiwany wielokrotnie i inwigilowany jawnie i skrycie. Od 1976 miał zakaz publikacji pod własnym nazwiskiem, dlatego pisał pod pseudonimami Grzegorz Landmann, Marek Gruda lub Sława Z. Lisiecka. W marcu 1976 relegowany z piątego roku Uniwersytetu Łódzkiego pod pretekstem braku egzaminu uzupełniającego z pierwszego roku (prawdopodobnie dla zastraszenia innych studentów).
Przez wiele lat miał zakaz pracy i był nękany anonimowymi telefonami i listami od „przedstawicieli klasy robotniczej” i „życzliwych”. Uniemożliwiano mu wszelkie wyjazdy zagraniczne – nie wstawiono mu pieczątki do dowodu osobistego umożliwiającej wyjazd do „krajów demokracji ludowej” i odmawiano wystawienia paszportu do połowy lat osiemdziesiątych.
W 1980 wraz z grupą łódzkich malarzy i grafików: Andrzejem Graczykowskim, Zbigniewem Janeczkiem oraz Januszem Pawłem Tryzno założył grupę Correspondance des Arts, która stworzyła siedem bibliofilskich wydawnictw ilustrowanych oryginalnymi grafikami.
Oboje z żoną byli wielokrotnie karani przez kolegia orzekające (np. pod pretekstem zakłócania ciszy nocnej) i grzywnami. Próbowano pozbawić ich mieszkania, założono podsłuch telefoniczny, przeprowadzano rewizje i konfiskaty (głównie książek i wydawnictw niezależnych).
W latach dziewięćdziesiątych m.in. dyrektor Teatru Nowego w Łodzi. Członek Stowarzyszenia Wolnego Słowa. W 2010 ponownie został dyrektorem Teatru Nowego w Łodzi.
Jako poeta debiutował w 1969 na łamach „Poezji”. Wydał zbiory wierszy: Zbieg okoliczności, Dwa poematy, Wieczór autorski i Maszyna do pisania (1984). Zredagował antologię anonimowej poezji stanu wojennego Siekiera, motyka, smok wawelski (1982). Wraz z żoną dał nowe tłumaczenie Tako rzecze Zaratustra Fryderyka Nietzschego (1999). Autor wyboru poezji Gottfrieda Benna Nigdy samotniej i inne wiersze (2011). Redaktor działu poetyckiego czasopisma „Tygiel Kultury”. Wiceprezes Oddziału Łódzkiego Stowarzyszenia Pisarzy Polskich. Na łamach kwartalnika „Arterie” ukazywały się jego rozmowy z Jerzym Jarniewiczem w cyklu „Co do joty”. W grudniu 2015 ukazało się drugie wydanie Maszyny do pisania uzupełnione o felietony „Widziane ze Wschodniej”. W 2015 roku był członkiem kapituły Poznańskiej Nagrody Literackiej.
Był mężem tłumaczki literatury niemieckojęzycznej Sławy Lisieckiej. Pochowany w alei zasłużonych na cmentarzu komunalnym Doły w Łodzi. Na płycie nagrobnej widnieje tekst wiersza artysty, pt. „Testament Mój”, pochodzący z tomu Maszyna do pisania (Wydawnictwo Łódzkie, Łódź 1984). 

## Odznaczenia
3 maja 2007 „za wybitne zasługi dla niepodległości Rzeczypospolitej Polskiej, za działalność na rzecz przemian demokratycznych, za osiągnięcia w podejmowanej z pożytkiem dla kraju pracy zawodowej i działalności społecznej” został odznaczony Krzyżem Oficerskim Orderu Odrodzenia Polski.
2 czerwca 2009 – Srebrny Medal „Zasłużony Kulturze Gloria Artis”.

## Filmografia
- 1995: Zdzisław Jaskuła. Poeta z ulicy Wschodniej – bohater filmu.

## Spektakle teatralne
- 1982: Alicja w krainie czarów, Słupski Teatr Dramatyczny – teksty piosenek.
- 1985: Przypisy do „Biesów”, Teatr Studyjny 83 im. Juliana Tuwima (Łódź) – role.
- 1988: Przygody Alicji w krainie dziwów, Teatr Studyjny 83 im. Juliana Tuwima (Łódź) – scenariusz.
- 1993: Pezemiana, Teatr Studyjny 83 im. Juliana Tuwima (Łódź) – adaptacja.
- 1993: Dzieci z Bullerbyn, Teatr Studyjny 83 im. Juliana Tuwima (Łódź) – reżyseria.
- 1994: Varietes-Tuwim, Teatr Studyjny 83 im. Juliana Tuwima (Łódź) – reżyseria i scenariusz.
- 1995: Przedstawienie pożegnalne, Teatr Studyjny 83 im. Juliana Tuwima (Łódź) – reżyseria i opracowanie tekstu.
- 1996: Nie-Boska komedia, Teatr Studyjny 83 im. Juliana Tuwima (Łódź) – reżyseria i opracowanie tekstu.
- 1998: Faust, Teatr Nowy (Łódź) – reżyseria i inscenizacja, adaptacja.
- 1998: Przemiana, Teatr Polski (Wrocław) – adaptacja.
- 2001: Dzieci z Bullerbyn, Miejski Teatr „Miniatura” (Gdańsk) – reżyseria, scenariusz.
- 2002: Don Giovanni, Teatr Wielki – Opera Narodowa (Warszawa) – konsultacja dramaturgiczna.
- 2003: Pippi Langstrump, Miejski Teatr „Miniatura” (Gdańsk) – reżyseria i adaptacja.
- 2004: Historia o miłosiernej czyli.., Teatr im. Stefana Jaracza (Łódź) – opracowanie tekstu.
- 2004: Andrea Chénier, Teatr Wielki im. Stanisława Moniuszki (Poznań) – konsultacja dramaturgiczna.
- 2004: Wojna matka, Teatr im. Stefana Jaracza (Łódź) – scenariusz.
- 2006: Emil Rozrabiaka, Miejski Teatr „Miniatura” (Gdańsk) – reżyseria, teksty piosenek.
- 2009: Przygody barona Münchhausena, Teatr Nowy im. Kazimierza Dejmka (Łódź) – współpraca scenariuszowa.
- 2009: Pippi Langstrump, Teatr im. Aleksandra Fredry (Gniezno) – adaptacja, reżyseria.
- 2010: Dama Pikowa, Teatr Wielki (Łódź) – przekład.
- 2011: Pippi Langstrump, Teatr Nowy im. Kazimierza Dejmka (Łódź) – adaptacja, reżyseria.